# Léon Soulier
Léon-Raymond Soulier (* 13. Januar 1924 in Le Malzieu-Ville; † 25. Dezember 2016) war ein französischer Geistlicher und römisch-katholischer Bischof von Limoges. 

## Leben
Léon-Raymond Soulier empfing am 7. September 1947 die Priesterweihe.
Papst Paul VI. ernannte ihn am 22. Juni 1971 zum Bischof von Pamiers. Der Bischof von Mende, René-Jean-Prosper-Bruno Boudon, spendete ihm am 12. September desselben Jahres die Bischofsweihe; Mitkonsekratoren waren Roger Joseph Tort, Bischof von Montauban, und Sabin-Marie Saint-Gaudens, Weihbischof in Toulouse. 
Am 9. Juli 1987 wurde er von Papst Johannes Paul II. zum Koadjutorbischof von Limoges ernannt. Mit dem Rücktritt Henri Gufflets am 13. Juli 1988 folgte er diesem als Bischof von Limoges nach. Am 24. Oktober 2000 nahm Papst Johannes Paul II. seinen altersbedingten Rücktritt an.